# ジョヴァンニ・ミケレット

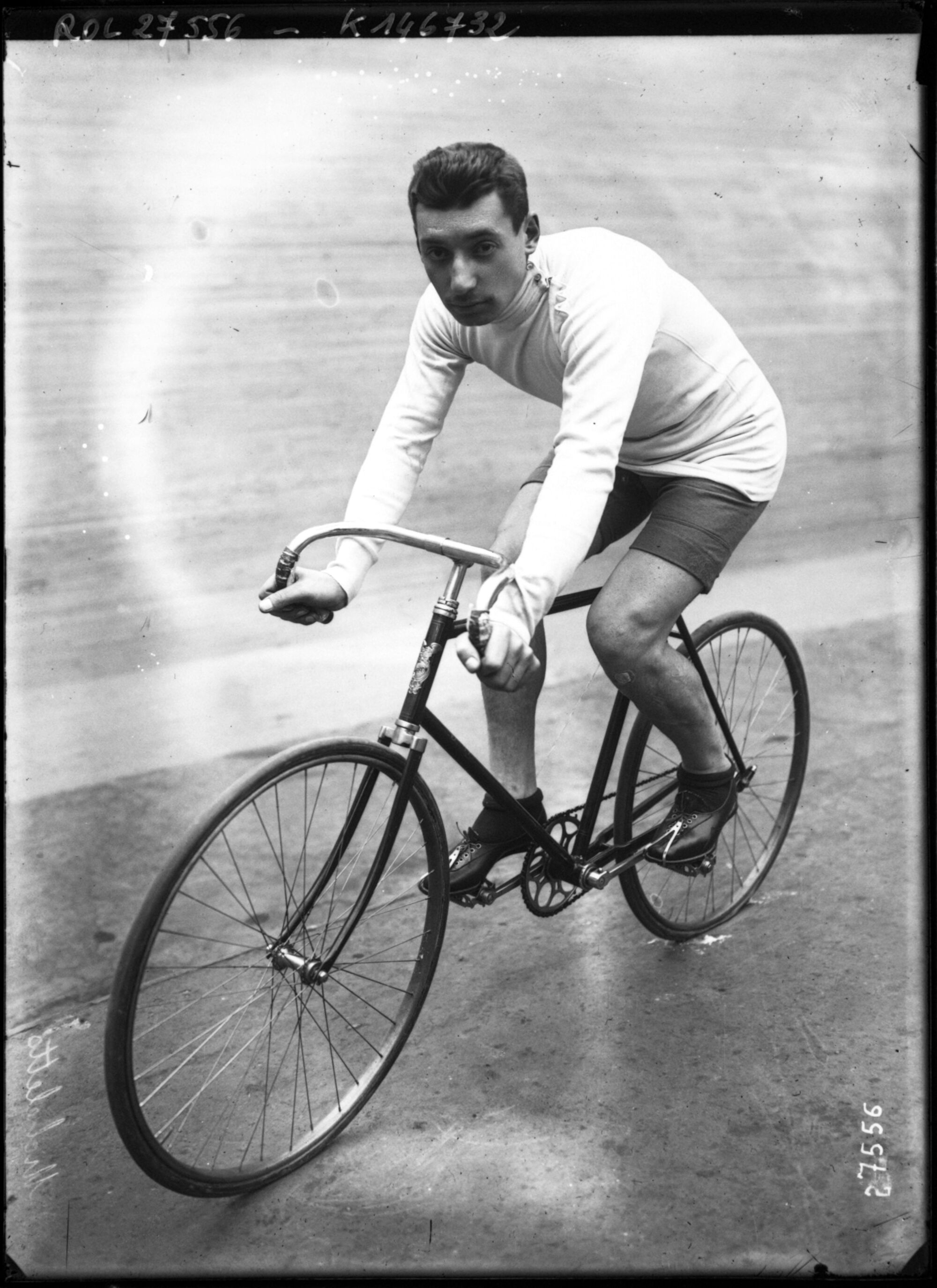
ジョヴァンニ・ミケレット(1913年)

ジョヴァンニ・ミケレット（Giovanni Micheletto、1889年1月22日 - 1958年9月29日）は、イタリア、サチーレ出身の元自転車競技（ロードレース）選手。

## 経歴
1910年のジロ・ディ・ロンバルディアを優勝。翌1911年の同レースでは2位。
1912年のジロ・デ・イタリアは、同レース唯一のチーム別総合成績によって争われたが、チーム・アタラの一員として、カルロ・ガレッティ、エベラルド・パヴェージとともに総合優勝に貢献した。
1913年、ツール・ド・フランス第1ステージを制したが、同レース史上初のイタリア国籍選手の区間優勝経験者となった。